# 日本イベント協会
一般社団法人日本イベント協会（にほんイベントきょうかい）は、1986年にイベント業界に関わるさまざまな職種の人々が結集し誕生した専門家集団。 設立から33年、北海道から九州と全国ネットワークを結び、 連携・協働した取組みを行う。
| 1986年 | 日本イベントプロデューサー協議会発足                                                           | |
| 1987年 | 第1回定例総会開催 会場：青学会館 日本イベントプロデュース協会に名称変更 全国本部／関東本部設立 | 設立1周年記念事業「イベント戦略データファイル」発刊 第1回イベントカレッジ入門コース／以後30年継続                       |
| 1988年 | 関西本部設立                                                                                   | |
| 1991年 | 九州本部設立                                                                                   | |
| 1994年 | 中部本部設立                                                                                   | |
| 1996年 | イベント総合研究所設立                                                                         | |
| 1997年 | 北海道支部設立                                                                                 | 「イベント研究第一号」論文集発行(イベント総合研究所) 以後第八号まで発刊                                                 |
| 2000年 |                                                                                                | 東海道400年祭事務局運営業務受託 ユニバーサル委員会発足 15周年設立記念出版「いまなぜユニバーサルイベントなのか」発刊     |
| 2001年 |                                                                                                | 特定非営利活動法人ユニバーサルイベント協会 設立                                                                         |
| 2005年 |                                                                                                | 九州本部「九州国立博物館交流事業」監修･アドバイザー                                                                     |
| 2008年 | 「有限責任中間法人」千代田法務局へ登記                                                         | 中部本部 エコスポーツ「エコ玉合戦」誕生                                                                                 |
| 2009年 | 「一般社団法人」千代田法務局へ登記変更                                                         | |
| 2010年 |                                                                                                | イベント総合研究所 東京富士大学 経営学部 経営学科 イベントプロデュースコース 開講                                       |
| 2013年 |                                                                                                | 東京富士大学 経営学部 イベントプロデュース学科 開講（日本で初めてのイベント専門学科）                                   |
| 2016年 | 創立30周年記念行事開催                                                                         | エコ玉合戦全国大会開催 「新・地方創生 北海道MICEハンドブック」NPO法人コンベンション札幌ネットワーク発刊／北海道支部編集 |

2019年1月1日より「一般社団法人日本イベントプロデュース協会」から「一般社団法人日本イベント協会」に名称変更